# Grimsta naturreservat

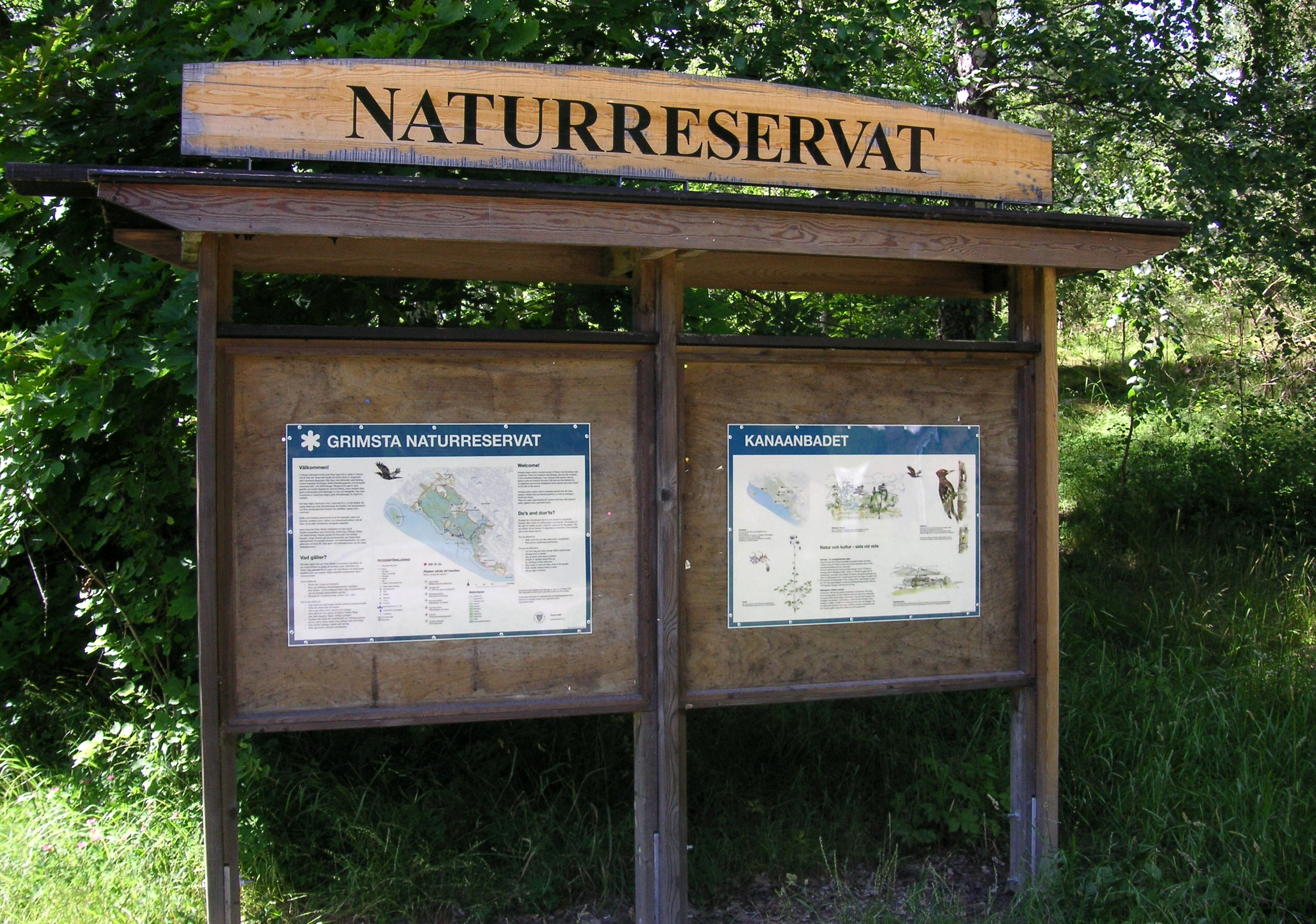
Informationstavla vid Kanaanbadet

Grimsta naturreservat, eller Grimstaskogen, är ett naturreservat i Västerort, inom Stockholms kommun. Grimsta naturreservat omges av (från sydost mot nordväst, motsols) Södra Ängby, Blackeberg, Grimsta, Hässelby samt Mälaren. Det är beläget i Spånga socken i Uppland (Stockholms län).

## Beskrivning
Reservatet inrättades 2004 och täcker cirka 320 hektar. Grimsta naturreservat sträcker sig längs Mälaren från Tyska botten i söder till Hässelby strand i norr. Tjärnen Råckstaträsk liksom Mälarön Hässelby holme ingår i reservatet. Inom reservatet finns bland annat flera båt- och kanotklubbar, Kanaanbadet, Kvarnvikens kvarn samt de strandnära delarna av Blackebergsbacken och Blackebergs sjukhus.
Längs Mälaren leder en promenadväg med vidsträckt utsikt över vattnet. Här finns vida hällmarker med tallskog, kuperade barrskogar och biologiskt intressanta ädel- och fuktlövskogar. Inom reservatet är elljusspår och ridstigar anlagda.

## Syftet
Syftet med Grimsta naturreservat är att för framtiden vårda och utveckla områdets natur-, kultur- och rekreationskvaliteter och att bidra till att säkra Stockholms biologiska mångfald.

## Grimstaskogen och Förbifart Stockholm
Förbifart Stockholm planeras att gå under Grimstaskogen i närheten av Kanaanbadet, och en ideell organisation kallad Arbetsgruppen Rädda Grimstaskogen arbetar för att stoppa detta eller minska miljöförstöringen. Som planerna för Förbifart Stockholm såg ut från början var det tänkt att en 6-filig motorvägsbro över Lambarfjärden skulle dyka ner i tunnel strax ovanför stranden mellan Kanaanbadet och Maltesholmsbadet men detta är stoppat. Numera (2010) planeras Förbifart Stockholm gå i tunnel under även Lambarfjärden och därför blir det ingen motorvägsbro och inget brofäste i naturreservatet.
[uppföljning saknas]

## Bildgalleri

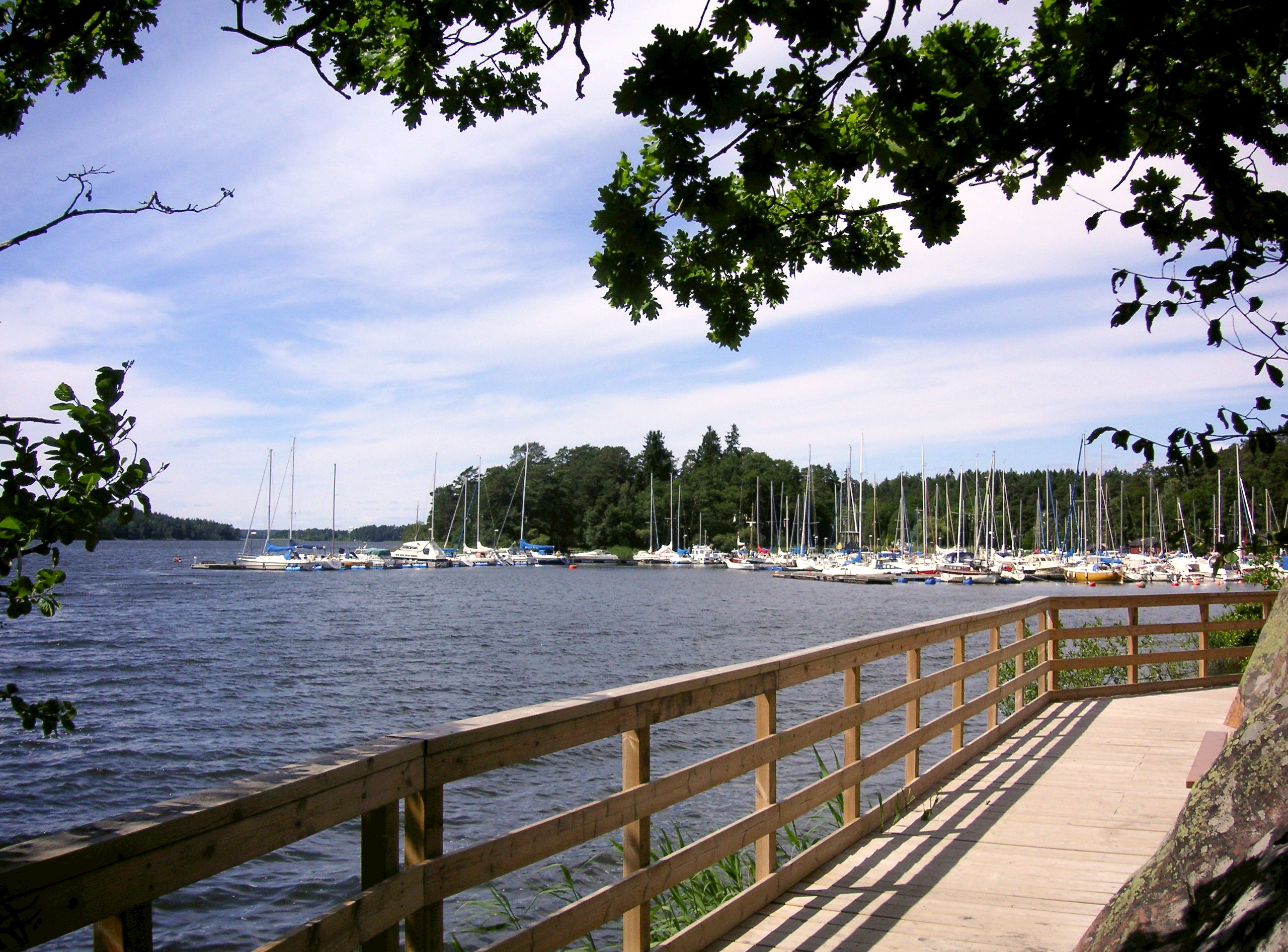
Promenadstigen vid Mälaren.
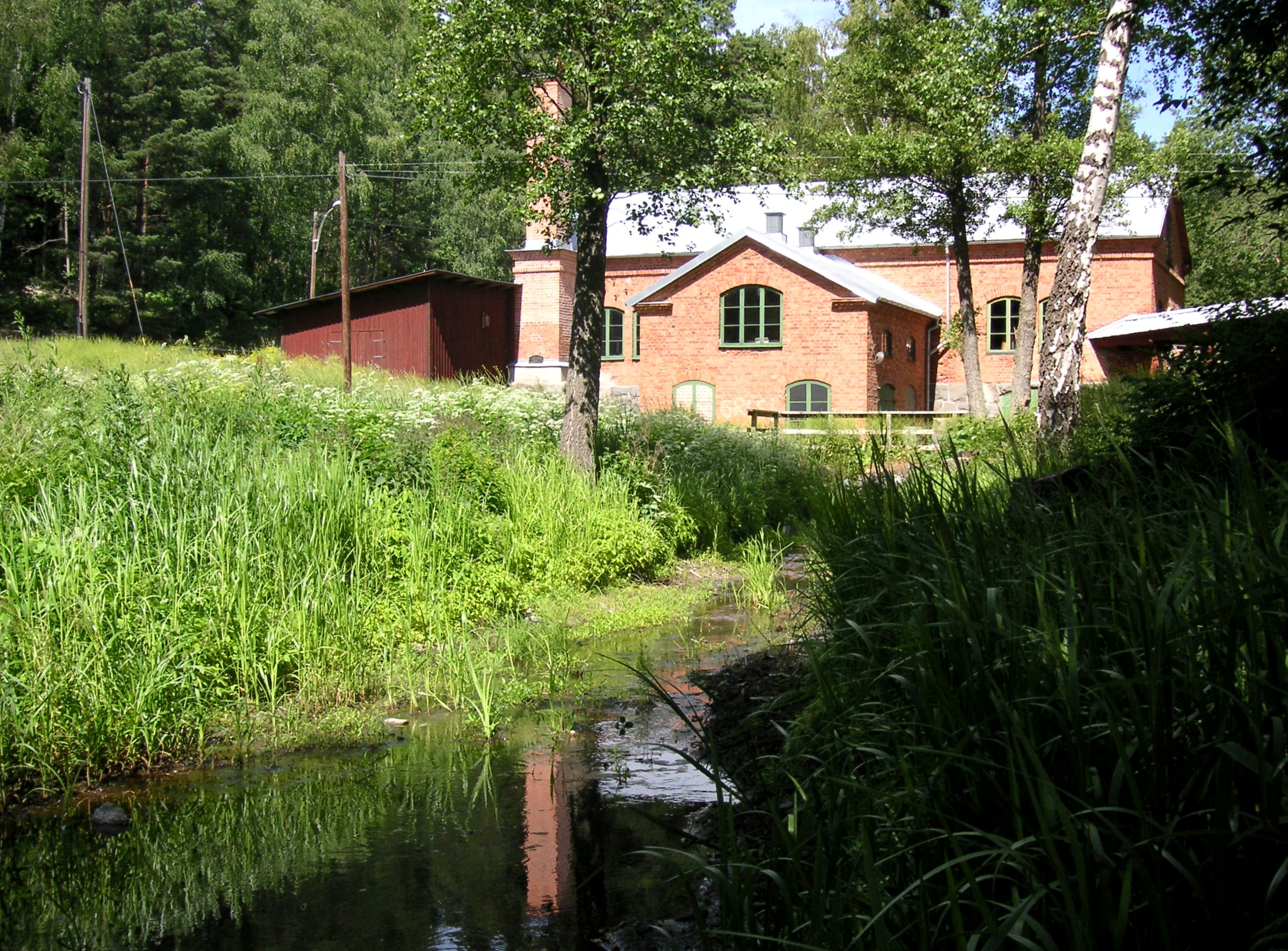
Kvarnvikens kvarn.
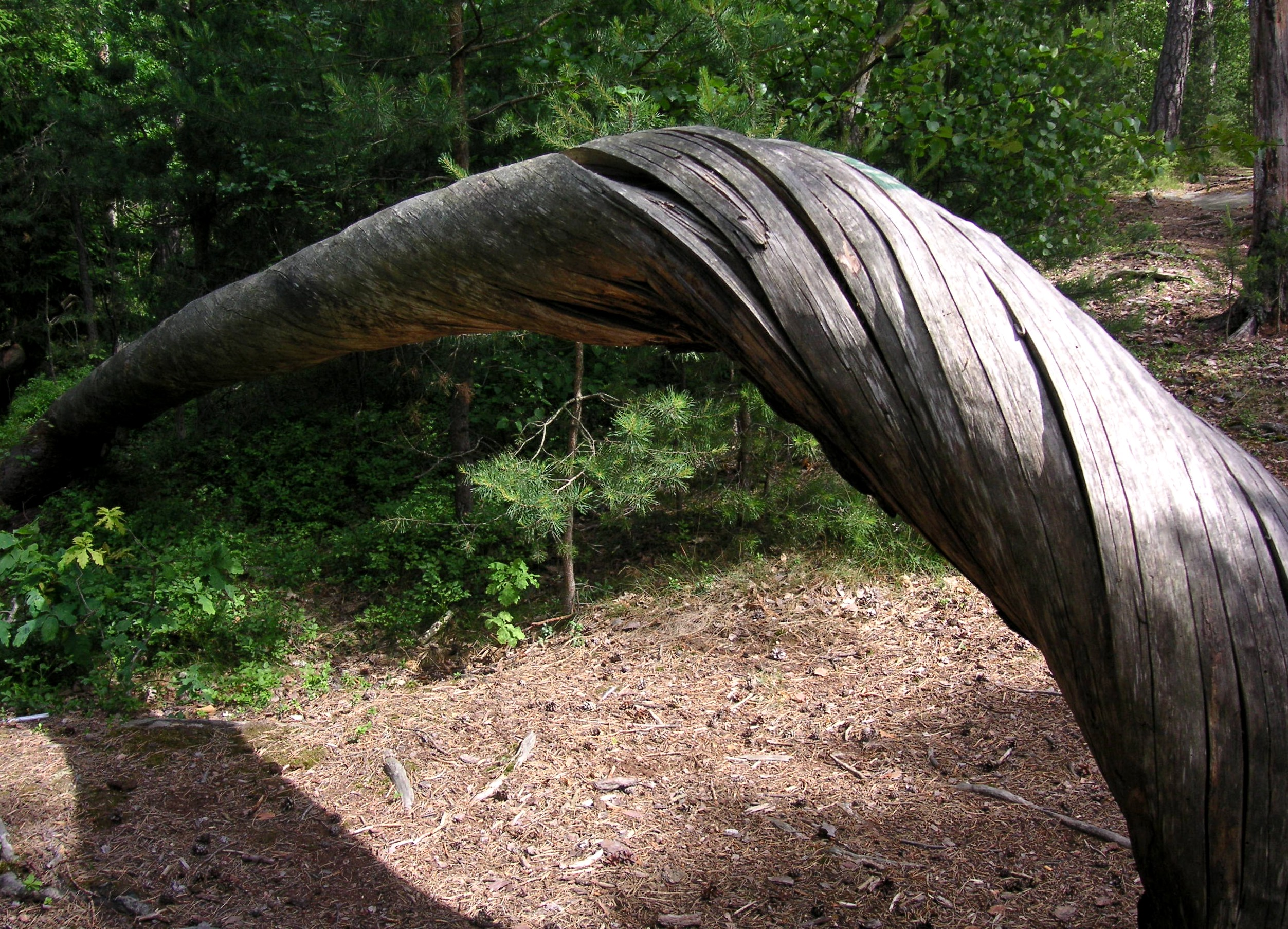
Tallskogen.
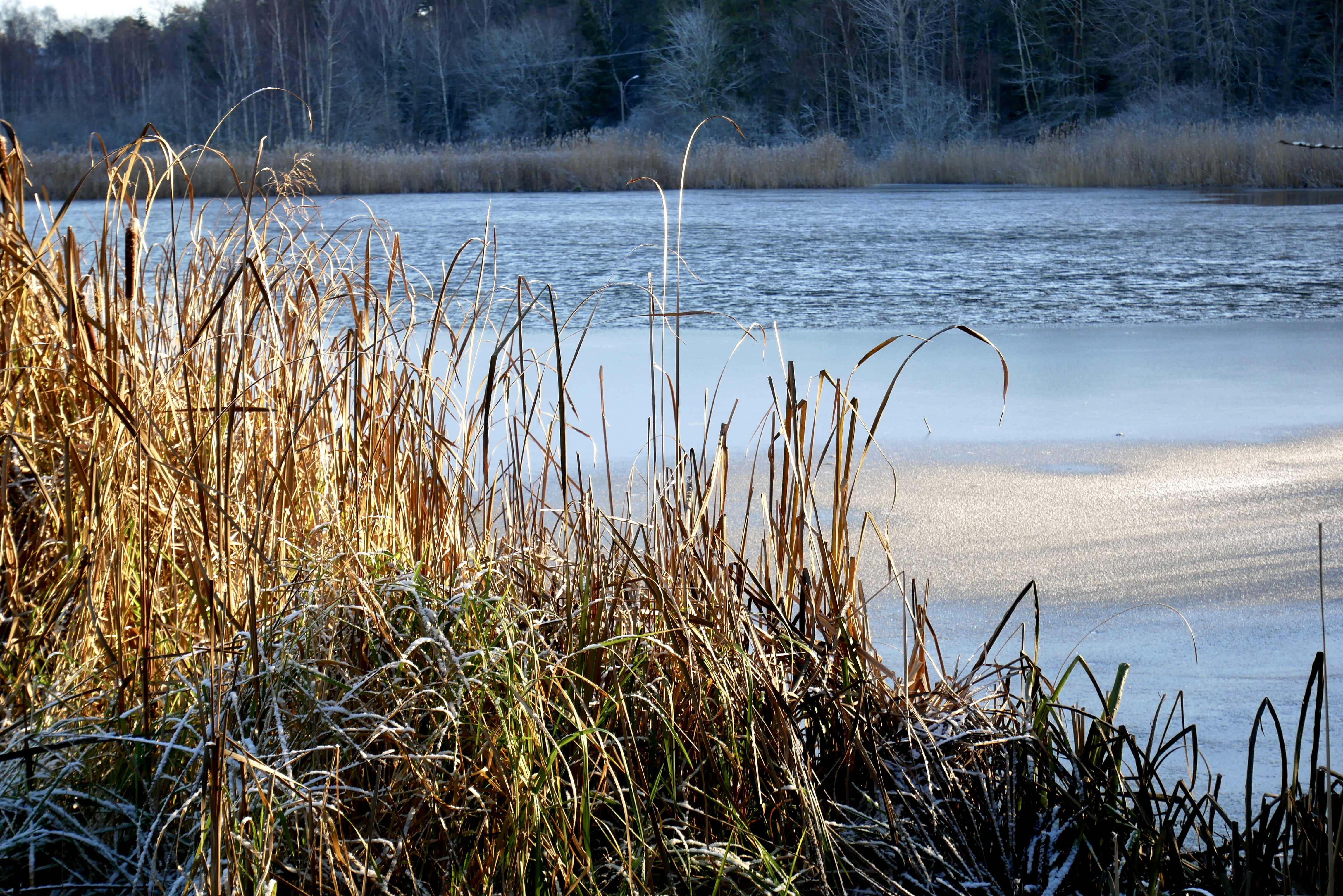
Råcksta träsk.
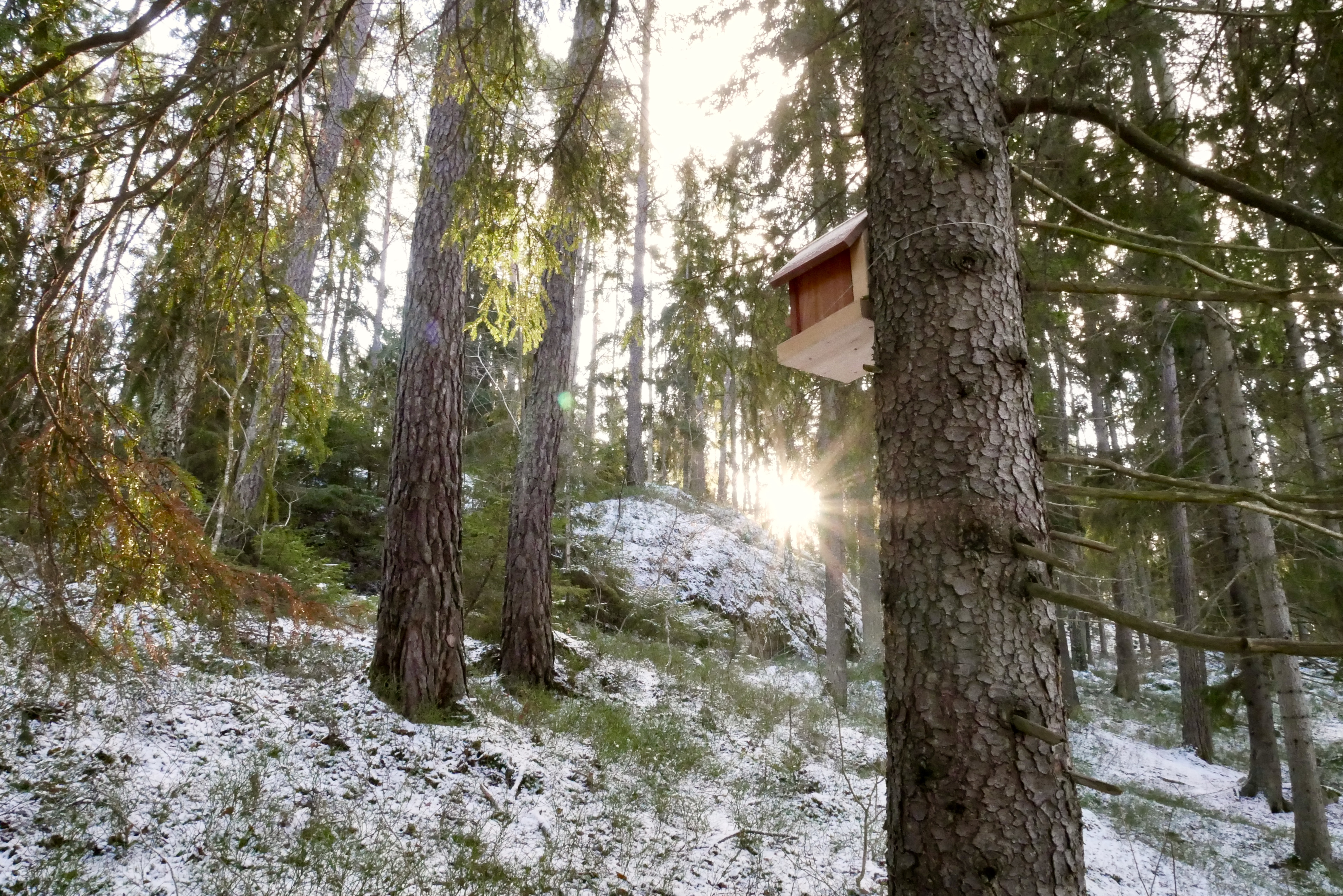
Vintertid.
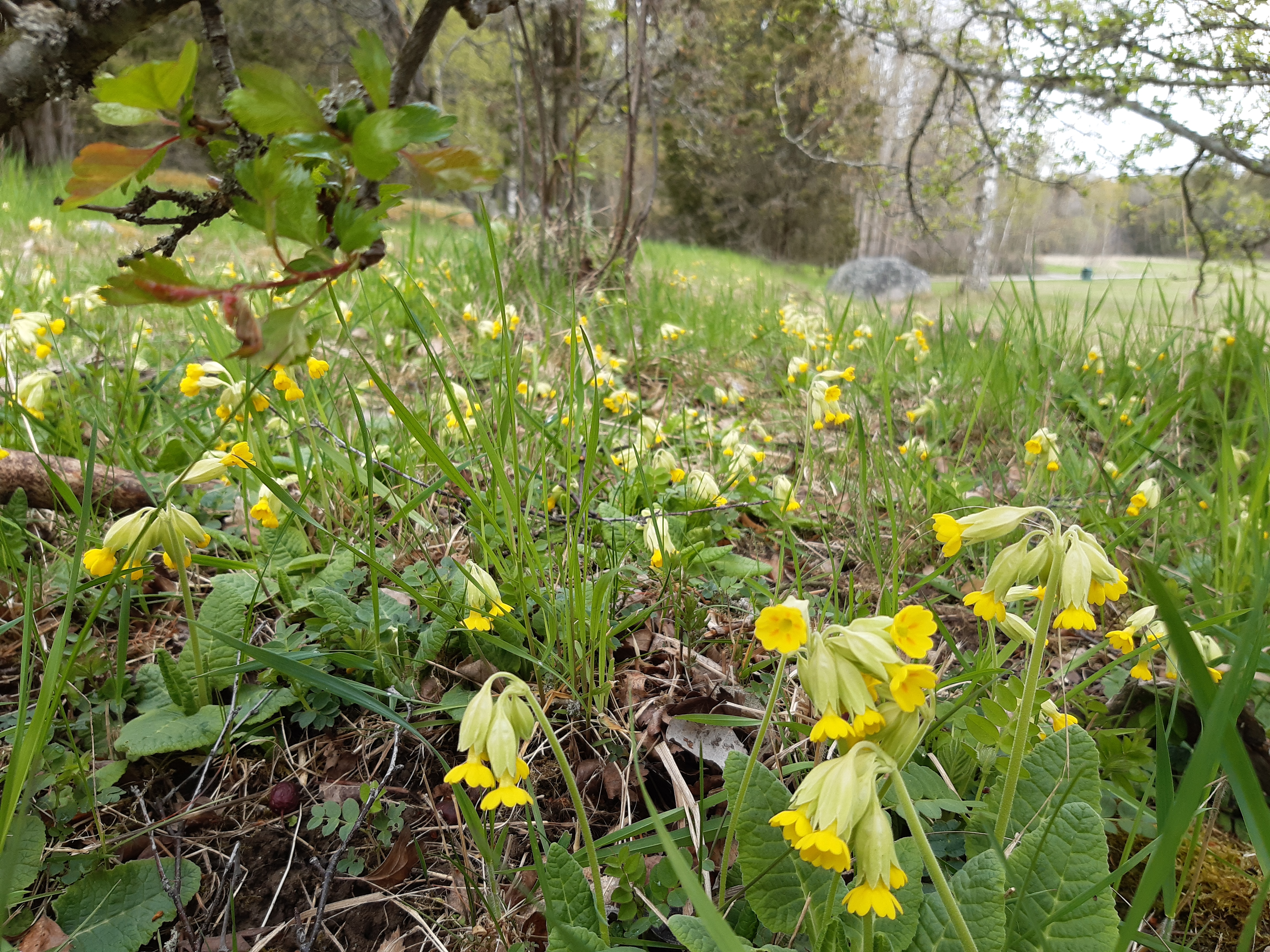
Gullvivorna blommar i Grimsta enebacke, reservatets norra del.